# دماعة سروية
الدَّمَّاعةُ السَّروِيَّةُ أو الرِّيمُو (الاسم العلمي: Dacrydium cupressinum) هي شجرةٌ صنوبرية كبيرة دائمة الخضرة مُستَوطِنَةٌ في غابات نيوزيلندا. تتبعُ جنس الدَّمَّاعَة.

## وصلات خارجية
- "Dacrydium cupressinum". New Zealand Plant Conservation Network. مؤرشف من الأصل في 2021-02-24. اطلع عليه بتاريخ 2010-10-03.